# Rómulo Gallegos

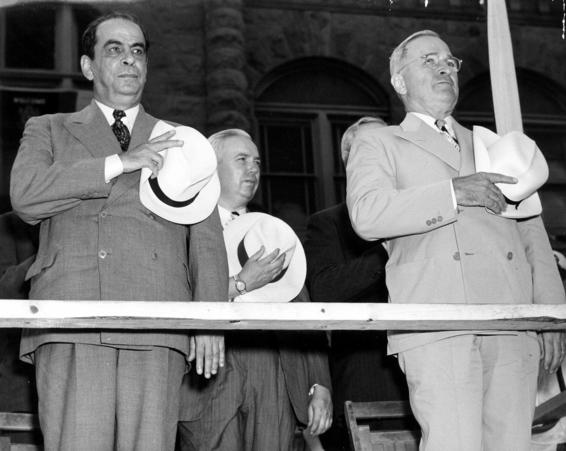
Prezydent Wenezueli Rómulo Gallegos (po lewej) z prezydentem USA Harrym S. Trumanem

Rómulo Gallegos Freire (ur. 2 sierpnia 1884 w Caracas, zm. 7 kwietnia 1969 tamże) – wenezuelski pisarz i polityk, deputowany do Kongresu Narodowego i minister edukacji (1937–1940), prezydent Wenezueli (1948).

## Życiorys
Był synem Rómula Gallegos Osii i Rity Freire Guruceagi. W 1894 rozpoczął naukę w metropolitalnym seminarium duchownym w Caracas, jednak przerwał ją dwa lata później z powodu śmierci matki. Nie ukończył również podjętych w 1904 studiów prawniczych, w czasie których zainteresował się polityką. Od 1906 do 1909 był kierownikiem stacji kolejowej w Caracas. W 1909 założył pismo Revista La Alborada o profilu literacko-politycznym. Publikował w nim swoje eseje o tematyce edukacyjnej. Do 1918 pracował na kierowniczych stanowiskach w różnych szkołach średnich, w 1918 został dyrektorem Escuela Normal w Caracas, a w latach 1922–1930 był dyrektorem Liceum w Caracas. Od 1919 do 1922 kierował ponadto pismem Revista Actualidades, którego był również właścicielem.
W 1914 wydał pierwszy tom opowiadań, zatytułowany Los aventureros, zaś w 1920 pierwszą powieść – El último Solar. W 1929 opublikowana została jego powieść Doña Bárbara, w której skrytykował współczesną mu dyktaturę Juana Vicente Gómeza. Zmuszony do emigracji wyjechał do Europy, by po śmierci Gomeza wrócić do Wenezueli. W latach 1937–1940 był deputowanym do Kongresu Narodowego z Dystryktu Federalnego oraz ministrem edukacji. Od 1941 działał w zalegalizowanej socjaldemokratycznej Akcji Demokratycznej, której został liderem i w ramach której kandydował w 1941 na prezydenta, przegrywając głosowanie w Kongresie z Isaíasem Mediną Angaritą.
Akcja Demokratyczna domagała się radykalnych reform społecznych i w 1945, przy pomocy niższych rangą oficerów, przeprowadziła zamach stanu, który odsunął od władzy Medinę Angaritę. Władzę objęła Rewolucyjna Junta Rządowa. W 1947 parlament wybrał Gallegosa na nowego prezydenta kraju, jego zaprzysiężenie odbyło się 15 lutego 1948. Gallegos kontynuował linię polityczną junty – reformę rolną, reformę oświaty, demokratyzację systemu wyborczego, zwiększenie zysków państwa z wydobycia ropy naftowej. 24 listopada 1948 jego rząd został obalony przez kolejny zamach stanu, przeprowadzony przez byłego członka junty – Carlosa Delgado Chalbauda. Emigrował na Kubę, następnie do Meksyku, przed śmiercią wrócił do Wenezueli. Jego ciało spoczywa w Panteonie Narodowym.

### Dzieła literackie
- Los aventureros, 1913
- El último Solar, 1920
- La rebelión, 1922
- Los inmigrantes, 1922
- La trepadora, 1925
- Doña Bárbara, 1929
- Reinaldo Solar, przeróbka wcześniejszej powieści, 1930
- Cantaclaro, 1934,
- Canaima, 1935,
- Pobre negro, 1937
- El forastero, 1942
- Sobre la misma tierra, 1943
- La rebelión y otros cuentos, 1946
- Cuentos venezolanos, 1949,
- La brizna de paja en el viento, 1952
- Una posición en la vida, 1954
- La doncella, 1957
- La doncella y el último patriota, 1957

## Odznaczenia
- Wielki Łańcuch Orderu Oswobodziciela (Wenezuela)
- Krzyż Wielki Orderu Francisco de Miranda (Wenezuela)